# Smedstorpsdammen
Smedstorpsdammen är en sjö vid Smedstorps slott i Tomelilla kommun i Skåne och ingår i Helge å-Nybroåns kustområde.